# Список астероїдів (231601—231700)
| Назва               | Тимчасове позначення | Дата відкриття    | Місце відкриття                           | Відкривач                                              |
| ------------------- | -------------------- | ----------------- | ----------------------------------------- | ------------------------------------------------------ |
| (231601) 2009 BW68  | 2009 BW68            | 25 січня 2009     | Обсерваторія Кітт-Пік                     | Spacewatch                                             |
| (231602) 2009 BD131 | 2009 BD131           | 31 січня 2009     | Обсерваторія Маунт-Леммон                 | Обсерваторія Маунт-Леммон                              |
| (231603) 2009 CD16  | 2009 CD16            | 1 лютого 2009     | Обсерваторія Кітт-Пік                     | Spacewatch                                             |
| (231604) 2009 FG74  | 2009 FG74            | 31 березня 2009   | Обсерваторія Кітт-Пік                     | Spacewatch                                             |
| (231605) 2009 HN60  | 2009 HN60            | 21 квітня 2009    | Сокорро (Нью-Мексико)                     | LINEAR                                                 |
| (231606) 2009 HN102 | 2009 HN102           | 22 квітня 2009    | Обсерваторія Маунт-Леммон                 | Обсерваторія Маунт-Леммон                              |
| (231607) 2009 JQ12  | 2009 JQ12            | 15 травня 2009    | Обсерваторія Ла-Саґра                     | Обсерваторія Мальорки                                  |
| (231608) 2009 QK4   | 2009 QK4             | 17 серпня 2009    | Каталінський огляд                        | Каталінський огляд                                     |
| (231609) 2009 RV    | 2009 RV              | 10 вересня 2009   | Телескоп OGS ЄКА, Обсерваторія Тейде      | Телескоп OGS ЄКА, Обсерваторія Тейде                   |
| (231610) 2009 RK12  | 2009 RK12            | 12 вересня 2009   | Обсерваторія Кітт-Пік                     | Spacewatch                                             |
| (231611) 2009 RC62  | 2009 RC62            | 14 вересня 2009   | Обсерваторія Кітт-Пік                     | Spacewatch                                             |
| (231612) 2009 RO64  | 2009 RO64            | 15 вересня 2009   | Обсерваторія Кітт-Пік                     | Spacewatch                                             |
| (231613) 2009 SQ25  | 2009 SQ25            | 16 вересня 2009   | Обсерваторія Кітт-Пік                     | Spacewatch                                             |
| (231614) 2009 SQ38  | 2009 SQ38            | 16 вересня 2009   | Обсерваторія Кітт-Пік                     | Spacewatch                                             |
| (231615) 2009 SK78  | 2009 SK78            | 18 вересня 2009   | Обсерваторія Кітт-Пік                     | Spacewatch                                             |
| (231616) 2009 SR96  | 2009 SR96            | 19 вересня 2009   | Обсерваторія Маунт-Леммон                 | Обсерваторія Маунт-Леммон                              |
| (231617) 2009 SW102 | 2009 SW102           | 24 вересня 2009   | Обсерваторія Ла-Саґра                     | Обсерваторія Мальорки                                  |
| (231618) 2009 SF104 | 2009 SF104           | 25 вересня 2009   | Обсерваторія Таунус                       | Стефан Карґе, Райнер Клінґ                             |
| (231619) 2009 SJ108 | 2009 SJ108           | 16 вересня 2009   | Обсерваторія Маунт-Леммон                 | Обсерваторія Маунт-Леммон                              |
| (231620) 2009 SY128 | 2009 SY128           | 18 вересня 2009   | Обсерваторія Кітт-Пік                     | Spacewatch                                             |
| (231621) 2009 SB132 | 2009 SB132           | 18 вересня 2009   | Обсерваторія Кітт-Пік                     | Spacewatch                                             |
| (231622) 2009 SX159 | 2009 SX159           | 20 вересня 2009   | Обсерваторія Кітт-Пік                     | Spacewatch                                             |
| (231623) 2009 SR207 | 2009 SR207           | 23 вересня 2009   | Обсерваторія Кітт-Пік                     | Spacewatch                                             |
| (231624) 2009 SN232 | 2009 SN232           | 19 вересня 2009   | Каталінський огляд                        | Каталінський огляд                                     |
| (231625) 2009 SO255 | 2009 SO255           | 20 вересня 2009   | Каталінський огляд                        | Каталінський огляд                                     |
| (231626) 2009 SU258 | 2009 SU258           | 21 вересня 2009   | Обсерваторія Кітт-Пік                     | Spacewatch                                             |
| (231627) 2009 SU345 | 2009 SU345           | 19 вересня 2009   | Обсерваторія Маунт-Леммон                 | Обсерваторія Маунт-Леммон                              |
| (231628) 2009 SY351 | 2009 SY351           | 17 вересня 2009   | Обсерваторія Кітт-Пік                     | Spacewatch                                             |
| (231629) 2009 TH13  | 2009 TH13            | 14 жовтня 2009    | Бісейська станція космічного патрулювання | BATTeRS                                                |
| (231630) 2009 TW24  | 2009 TW24            | 14 жовтня 2009    | Каталінський огляд                        | Каталінський огляд                                     |
| (231631) 2009 TV41  | 2009 TV41            | 12 жовтня 2009    | Обсерваторія Ла-Саґра                     | Обсерваторія Мальорки                                  |
| (231632) 2009 UZ12  | 2009 UZ12            | 17 жовтня 2009    | Обсерваторія Маунт-Леммон                 | Обсерваторія Маунт-Леммон                              |
| (231633) 2009 UV26  | 2009 UV26            | 21 жовтня 2009    | Каталінський огляд                        | Каталінський огляд                                     |
| (231634) 2009 UD36  | 2009 UD36            | 22 жовтня 2009    | Обсерваторія Маунт-Леммон                 | Обсерваторія Маунт-Леммон                              |
| (231635) 2009 UV71  | 2009 UV71            | 23 жовтня 2009    | Обсерваторія Кітт-Пік                     | Spacewatch                                             |
| (231636) 2009 UP84  | 2009 UP84            | 23 жовтня 2009    | Обсерваторія Маунт-Леммон                 | Обсерваторія Маунт-Леммон                              |
| (231637) 2009 UK88  | 2009 UK88            | 21 жовтня 2009    | Каталінський огляд                        | Каталінський огляд                                     |
| (231638) 2009 UY88  | 2009 UY88            | 24 жовтня 2009    | Каталінський огляд                        | Каталінський огляд                                     |
| (231639) 2009 UC127 | 2009 UC127           | 22 жовтня 2009    | Каталінський огляд                        | Каталінський огляд                                     |
| (231640) 2009 UJ129 | 2009 UJ129           | 24 жовтня 2009    | Каталінський огляд                        | Каталінський огляд                                     |
| (231641) 2009 UO138 | 2009 UO138           | 18 жовтня 2009    | Обсерваторія Сайдинг-Спрінг               | Обсерваторія Сайдинг-Спрінг                            |
| (231642) 2009 UY140 | 2009 UY140           | 30 жовтня 2009    | Обсерваторія Маунт-Леммон                 | Обсерваторія Маунт-Леммон                              |
| (231643) 2009 VJ2   | 2009 VJ2             | 9 листопада 2009  | Сокорро (Нью-Мексико)                     | LINEAR                                                 |
| (231644) 2009 VV61  | 2009 VV61            | 8 листопада 2009  | Обсерваторія Кітт-Пік                     | Spacewatch                                             |
| (231645) 2009 VQ88  | 2009 VQ88            | 10 листопада 2009 | Обсерваторія Кітт-Пік                     | Spacewatch                                             |
| (231646) 2009 VX103 | 2009 VX103           | 10 листопада 2009 | Обсерваторія Кітт-Пік                     | Spacewatch                                             |
| (231647) 2009 VD110 | 2009 VD110           | 9 листопада 2009  | Обсерваторія Кітт-Пік                     | Spacewatch                                             |
| (231648) 2009 VV112 | 2009 VV112           | 8 листопада 2009  | Обсерваторія Кітт-Пік                     | Spacewatch                                             |
| 231649 Korotkiy     | 2009 WW              | 17 листопада 2009 | Обсерваторія Тзек-Маун                    | Артем Новічонок, Дмитро Честнов                        |
| (231650) 2009 WZ8   | 2009 WZ8             | 18 листопада 2009 | Сокорро (Нью-Мексико)                     | LINEAR                                                 |
| (231651) 2009 WE9   | 2009 WE9             | 18 листопада 2009 | Сокорро (Нью-Мексико)                     | LINEAR                                                 |
| (231652) 2009 WE24  | 2009 WE24            | 18 листопада 2009 | Сокорро (Нью-Мексико)                     | LINEAR                                                 |
| (231653) 2009 WH24  | 2009 WH24            | 18 листопада 2009 | Сокорро (Нью-Мексико)                     | LINEAR                                                 |
| (231654) 2009 WD163 | 2009 WD163           | 21 листопада 2009 | Обсерваторія Кітт-Пік                     | Spacewatch                                             |
| (231655) 2009 WW164 | 2009 WW164           | 21 листопада 2009 | Обсерваторія Кітт-Пік                     | Spacewatch                                             |
| (231656) 2009 WT165 | 2009 WT165           | 21 листопада 2009 | Обсерваторія Кітт-Пік                     | Spacewatch                                             |
| (231657) 2009 WE166 | 2009 WE166           | 21 листопада 2009 | Обсерваторія Кітт-Пік                     | Spacewatch                                             |
| (231658) 2009 WG183 | 2009 WG183           | 23 листопада 2009 | Обсерваторія Маунт-Леммон                 | Обсерваторія Маунт-Леммон                              |
| (231659) 2009 WE237 | 2009 WE237           | 16 листопада 2009 | Обсерваторія Ла-Саґра                     | Обсерваторія Мальорки                                  |
| (231660) 2009 XK2   | 2009 XK2             | 11 грудня 2009    | Обсерваторія RAS                          | Обсерваторія RAS                                       |
| (231661) 2009 XQ19  | 2009 XQ19            | 15 грудня 2009    | Обсерваторія Маунт-Леммон                 | Обсерваторія Маунт-Леммон                              |
| (231662) 2009 XO21  | 2009 XO21            | 10 грудня 2009    | Обсерваторія Маунт-Леммон                 | Обсерваторія Маунт-Леммон                              |
| (231663) 2009 XA22  | 2009 XA22            | 9 грудня 2009     | Обсерваторія Ла-Саґра                     | Обсерваторія Мальорки                                  |
| (231664) 2009 YL6   | 2009 YL6             | 20 грудня 2009    | Обсерваторія Маунт-Леммон                 | Обсерваторія Маунт-Леммон                              |
| (231665) 7602 P-L   | 7602 P-L             | 17 жовтня 1960    | Паломарська обсерваторія                  | К. Й. ван Гаутен, І. ван Гаутен-Ґроневельд, Т. Герельс |
| 231666 Aisymnos     | 1960 SX              | 24 вересня 1960   | Паломарська обсерваторія                  | Лутц Шмадель, Райнер Штосс                             |
| (231667) 1981 EU5   | 1981 EU5             | 7 березня 1981    | Обсерваторія Сайдинг-Спрінг               | Ш. Дж. Бас                                             |
| (231668) 1981 EK28  | 1981 EK28            | 6 березня 1981    | Обсерваторія Сайдинг-Спрінг               | Ш. Дж. Бас                                             |
| (231669) 1993 FC50  | 1993 FC50            | 19 березня 1993   | Обсерваторія Ла-Сілья                     | UESAC                                                  |
| (231670) 1993 UN5   | 1993 UN5             | 20 жовтня 1993    | Обсерваторія Ла-Сілья                     | Ерік Вальтер Ельст                                     |
| (231671) 1994 AH10  | 1994 AH10            | 8 січня 1994      | Обсерваторія Кітт-Пік                     | Spacewatch                                             |
| (231672) 1994 EN4   | 1994 EN4             | 5 березня 1994    | Обсерваторія Кітт-Пік                     | Spacewatch                                             |
| (231673) 1994 LD6   | 1994 LD6             | 3 червня 1994     | Обсерваторія Ла-Сілья                     | Анрі Дебеонь                                           |
| (231674) 1994 PG6   | 1994 PG6             | 10 серпня 1994    | Обсерваторія Ла-Сілья                     | Ерік Вальтер Ельст                                     |
| (231675) 1994 RV5   | 1994 RV5             | 12 вересня 1994   | Обсерваторія Кітт-Пік                     | Spacewatch                                             |
| (231676) 1995 BU10  | 1995 BU10            | 29 січня 1995     | Обсерваторія Кітт-Пік                     | Spacewatch                                             |
| (231677) 1995 FT19  | 1995 FT19            | 31 березня 1995   | Обсерваторія Кітт-Пік                     | Spacewatch                                             |
| (231678) 1995 QC1   | 1995 QC1             | 19 серпня 1995    | Станція Сінлун                            | SCAP                                                   |
| (231679) 1995 QE1   | 1995 QE1             | 19 серпня 1995    | Станція Сінлун                            | SCAP                                                   |
| (231680) 1995 SW6   | 1995 SW6             | 17 вересня 1995   | Обсерваторія Кітт-Пік                     | Spacewatch                                             |
| (231681) 1995 SX39  | 1995 SX39            | 25 вересня 1995   | Обсерваторія Кітт-Пік                     | Spacewatch                                             |
| (231682) 1995 UK16  | 1995 UK16            | 17 жовтня 1995    | Обсерваторія Кітт-Пік                     | Spacewatch                                             |
| (231683) 1995 UD67  | 1995 UD67            | 18 жовтня 1995    | Обсерваторія Кітт-Пік                     | Spacewatch                                             |
| (231684) 1996 BV7   | 1996 BV7             | 19 січня 1996     | Обсерваторія Кітт-Пік                     | Spacewatch                                             |
| (231685) 1996 GL5   | 1996 GL5             | 11 квітня 1996    | Обсерваторія Кітт-Пік                     | Spacewatch                                             |
| (231686) 1996 TG16  | 1996 TG16            | 4 жовтня 1996     | Обсерваторія Кітт-Пік                     | Spacewatch                                             |
| (231687) 1996 TV47  | 1996 TV47            | 12 жовтня 1996    | Обсерваторія Кітт-Пік                     | Spacewatch                                             |
| (231688) 1996 VG1   | 1996 VG1             | 7 листопада 1996  | Прескоттська обсерваторія                 | Пол Комба                                              |
| (231689) 1996 VV37  | 1996 VV37            | 14 листопада 1996 | Обсерваторія Кітт-Пік                     | Spacewatch                                             |
| (231690) 1997 GA29  | 1997 GA29            | 8 квітня 1997     | Обсерваторія Кітт-Пік                     | Spacewatch                                             |
| (231691) 1997 RX10  | 1997 RX10            | 3 вересня 1997    | Коссоль                                   | ODAS                                                   |
| (231692) 1997 WK14  | 1997 WK14            | 22 листопада 1997 | Обсерваторія Кітт-Пік                     | Spacewatch                                             |
| (231693) 1998 DR33  | 1998 DR33            | 27 лютого 1998    | Обсерваторія Ла-Сілья                     | Ерік Вальтер Ельст                                     |
| (231694) 1998 HJ16  | 1998 HJ16            | 22 квітня 1998    | Обсерваторія Кітт-Пік                     | Spacewatch                                             |
| (231695) 1998 HY41  | 1998 HY41            | 24 квітня 1998    | Обсерваторія Кітт-Пік                     | Spacewatch                                             |
| (231696) 1998 HV127 | 1998 HV127           | 18 квітня 1998    | Сокорро (Нью-Мексико)                     | LINEAR                                                 |
| (231697) 1998 MW23  | 1998 MW23            | 25 червня 1998    | Обсерваторія Кітт-Пік                     | Spacewatch                                             |
| (231698) 1998 QC2   | 1998 QC2             | 19 серпня 1998    | Обсерваторія Клеть                        | Мілош Тіхі, Зденек Моравец                             |
| (231699) 1998 QD85  | 1998 QD85            | 24 серпня 1998    | Сокорро (Нью-Мексико)                     | LINEAR                                                 |
| (231700) 1998 SU12  | 1998 SU12            | 23 вересня 1998   | Каталінський огляд                        | Каталінський огляд                                     |